# Bučovice (Votice)
Bučovice (německy Butschowitz) jsou osada, ležící na obou březích potoka Mastníku v nadmořské výšce kolem 500 m. V současnosti je zde evidováno 20 adres. Správní součást města Votice.

## Historie
První písemná zmínka o vesnici pochází z roku 1386. Osada byla vždy zemědělská. Zdejší písčité stráně plné kamenů nikdy nevydávaly úrodu lehce a formovaly tak charaktery mnoha generací zdejších selských rodů. V dobách kolektivizace ani jeden ze sedláků dobrovolně nevstoupil do družstva – s nálepkou „nenapravitelní kulaci“ byli tito otcové rodin exemplárně souzeni tzv. lidovým soudem ve votické sokolovně, poté uvězněni a jejich dvory obsadili nucení správci (podle vyprávění bučovického mlynáře Josefa Kostky, nar. 1913).

## Zajímavosti
- Osada má jako jedna z mála vlastní pohoří – táhlý hřbet nad východní částí osady se pyšní oficiálním zeměpisným názvem Pilkovy hory, nejvyšší vrchol Pikpilka je vysoký 538 m.
- Na západním úbočí tohoto hřbetu najdeme bývalé sluneční lázně pro pražské děti s nemocemi srdce, postavené v roce 1936. Za světové války byly zabaveny ve prospěch Říše a sloužily jako výcvikový tábor Hitlerjugend a pro ozdravné pobyty pilotů Luftwaffe. Po válce objekt získala ČKD a do konce tisíciletí jej provozovala jako letní dětský tábor. V současnosti zde sídlí ekocentrum Ranč Sluníčko.
- Rybník Velký Mastník, který leží u silnice na Martinice, je známý zajímavým barokním mostkem, metrovými amury a řadou chráněných ptáků, namátkou jmenujme včelojeda lesního, strakapouda malého, bramborníčka hnědého či lindušku luční.
- Potok Mastník je hlavním tokem této oblasti. Jeho kudrnaté meandry, vinoucí se mezi skalami porostlými borovými lesy, přilákaly už mnoho romantických duší. Mastník je původní Bobří řekou spisovatele Jaroslava Foglara, u níž stály dva tábory jeho skautů – Tábor u Bobří řeky v roce (z roku 1929) a Tábor zelené příšery o rok později.

## Památky
- U silnice 12145 se v osadě nachází kaple se zvonicí čtverhranného půdorysu.
- Poblíž kaple je v ohrádce umístěný drobný, velmi zdobný kříž na vyšším kamenném podstavci.

## Další fotografie

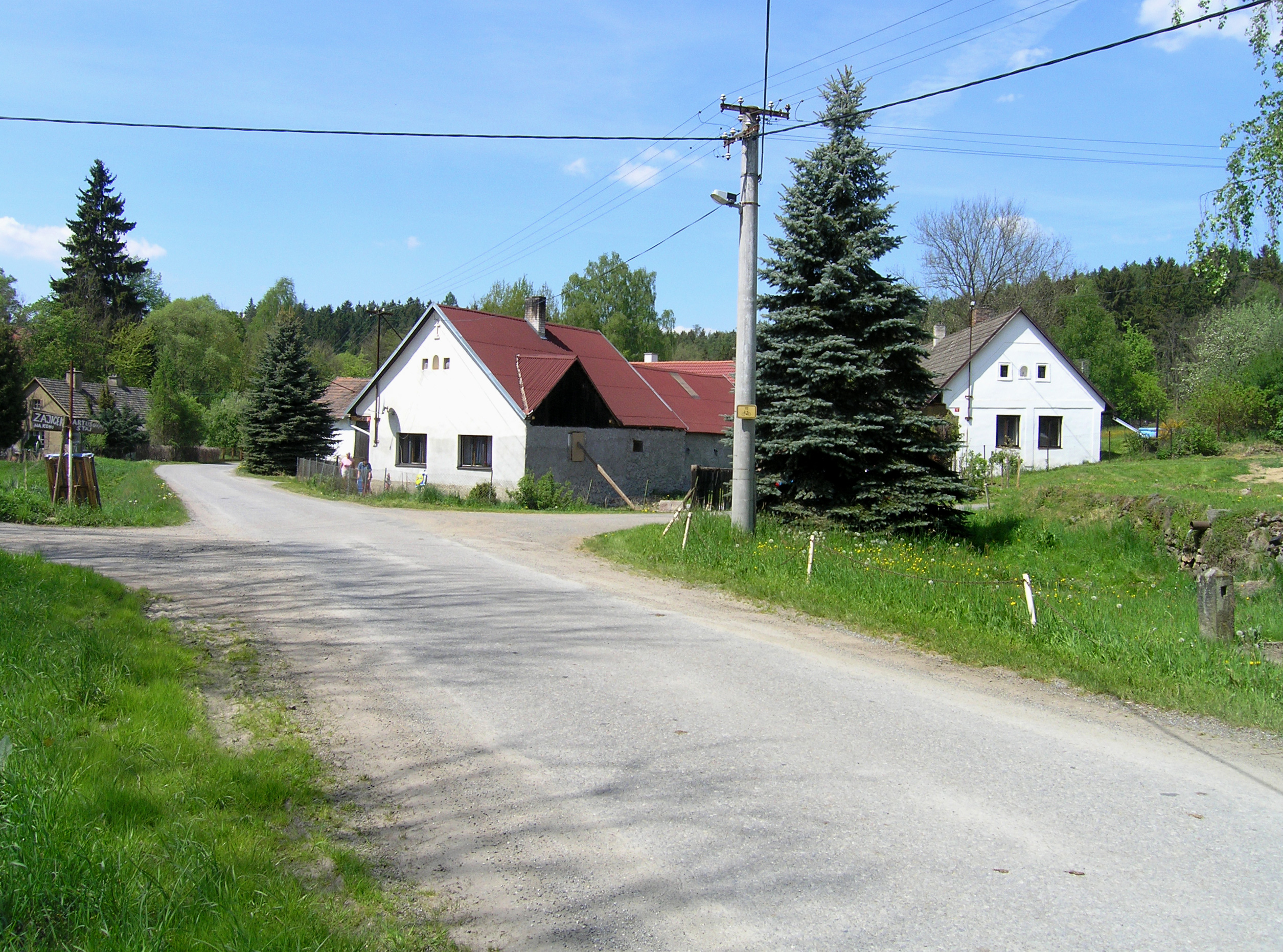
Domky na západním okraji návsi
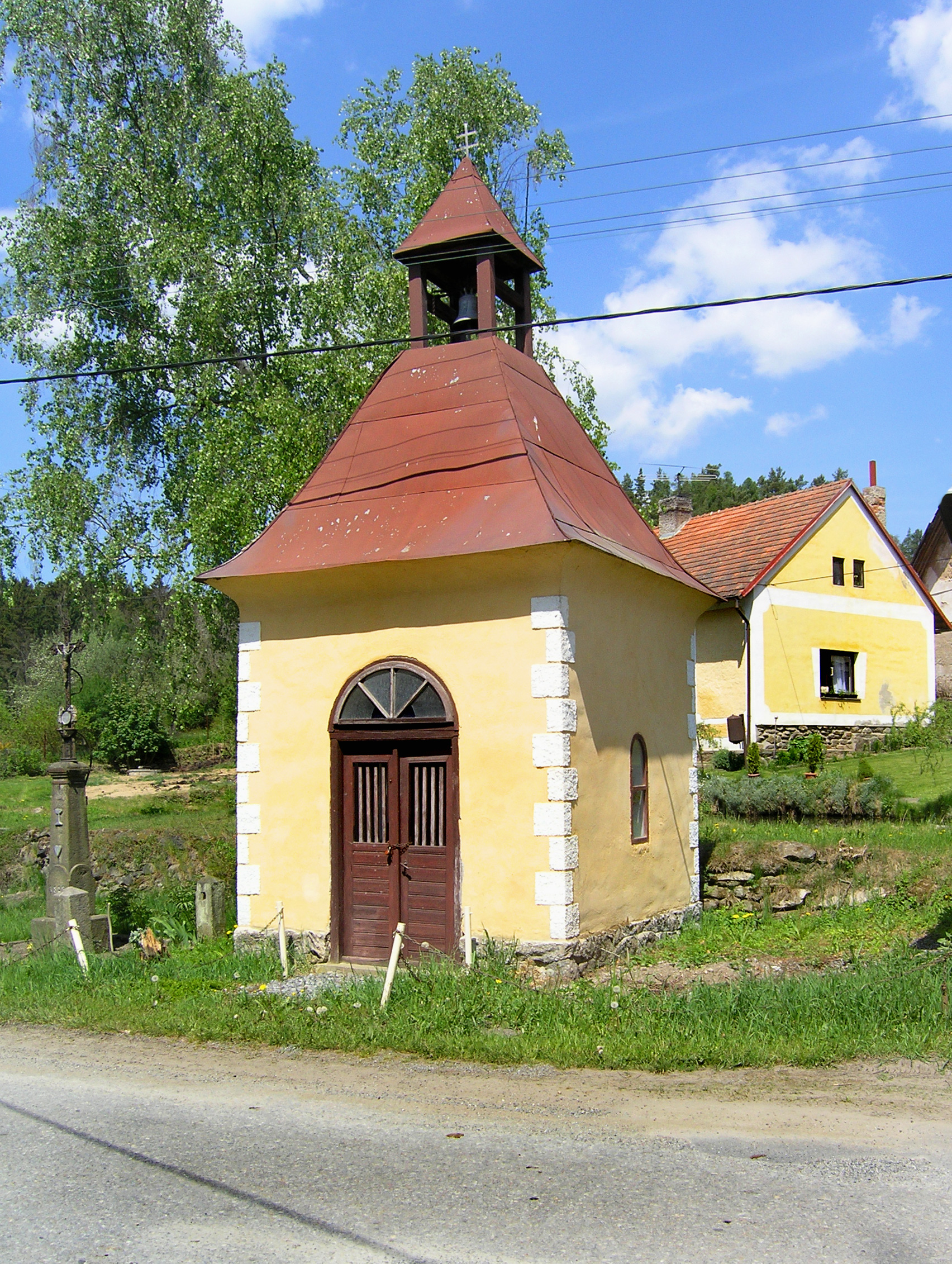
Kaplička u silnice
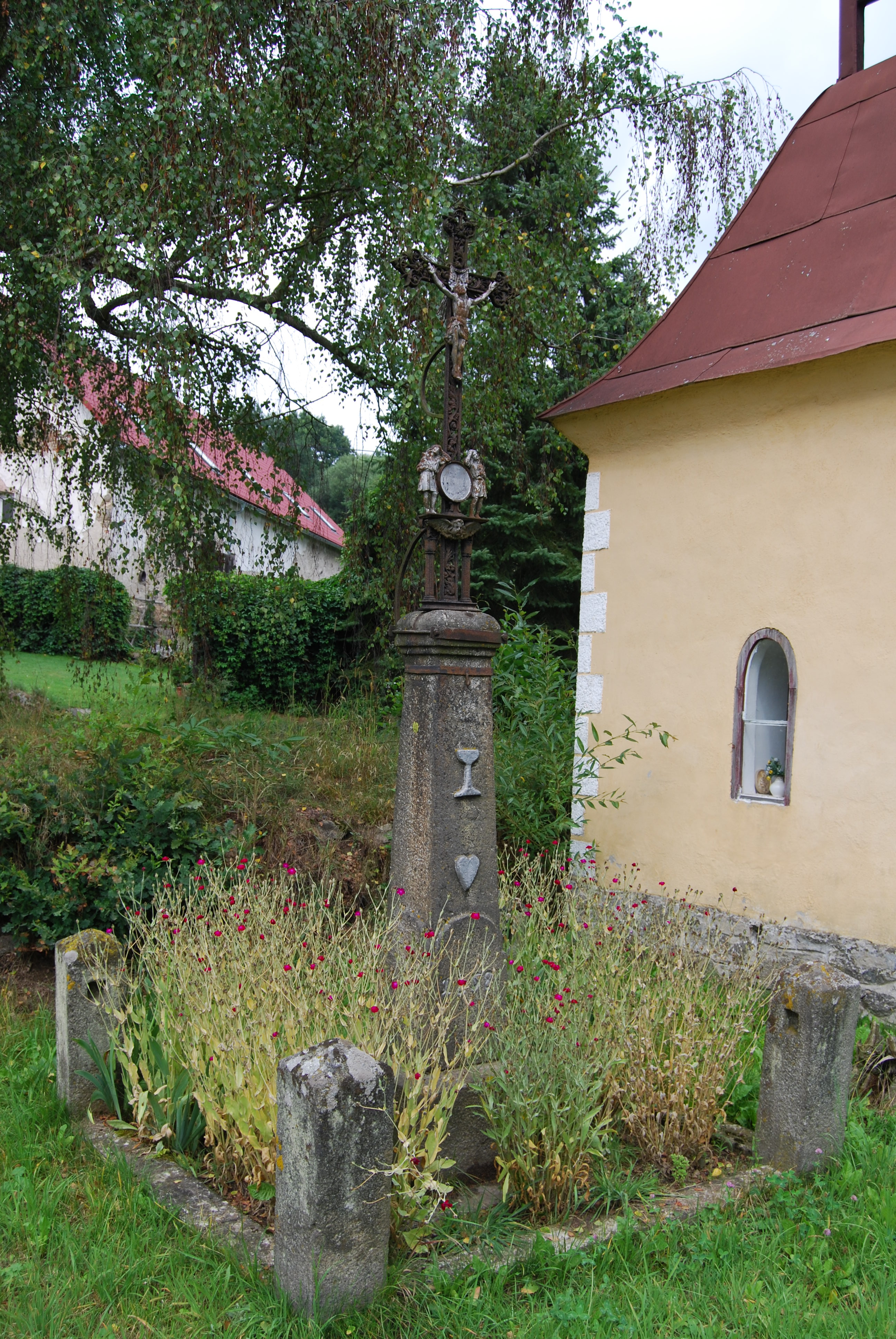
Kříž poblíž kaple
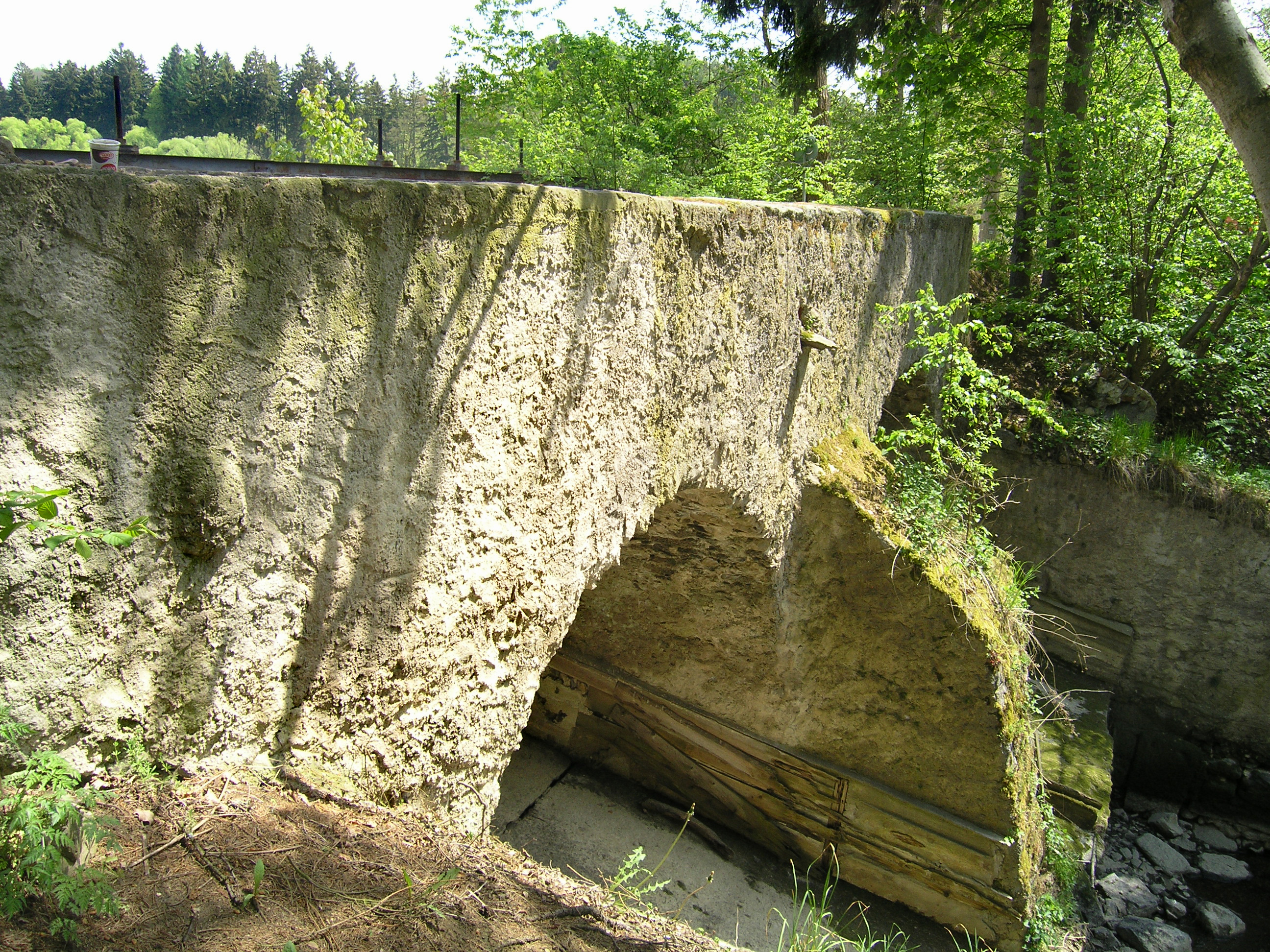
Barokní most přes potok Mastník na východ od vesnice